# Exotismo

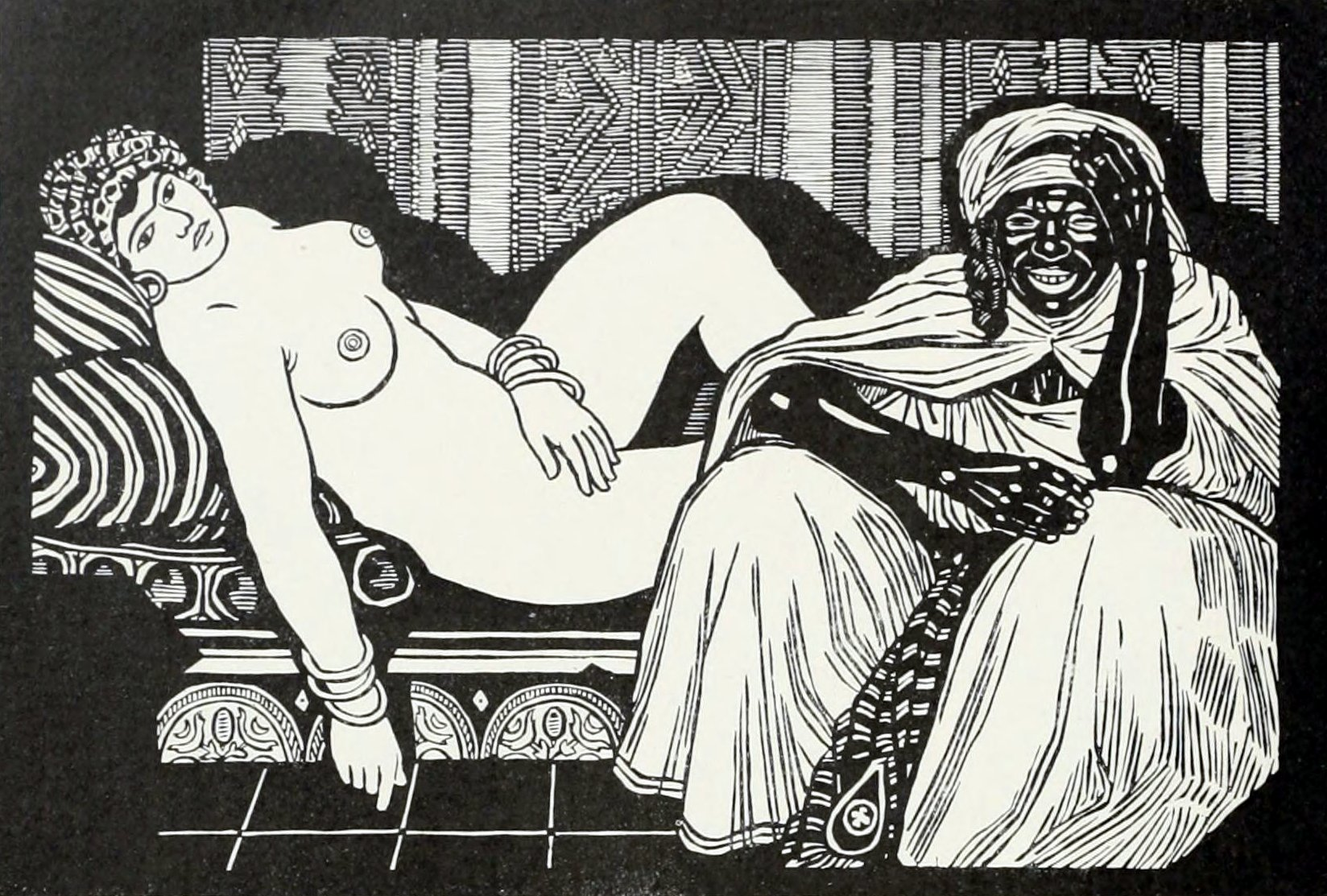
Figuras exóticas em Venus Mauresque de Jules Migonney

Exotismo é uma tendência na arte e no design europeus, em que artistas deixam-se inspirar por ideias e estilos de regiões distantes. Isso freqüentemente envolvia cercar com mística e fantasia as culturas estrangeiras, por vezes refletindo mais a cultura européia do que as próprias culturas exóticas: esse processo de glamourização e estereótipo é chamado de exotização. 

## Origens
Primeiramente estimulado pelo comércio oriental nos séculos XVI e XVII, o interesse na arte não-ocidental (particularmente "Oriental", isso é, do Oriente Médio e Asiá), tornou-se crescentemente mais popular com o colonialismo europeu.
As influências do exotismo podem ser vistas em de numerosos gêneros desse período, notadamente na música, na pintura e na arte decorativa. Na música, exotismo é um gênero em que a ritmos, melodias, ou instrumentação são projetados para evocar a atmosfera de terras distantes ou tempos antigos (por exemplo, Daphnis et Chloé e Tzigane para Violino e Orquestra, de Ravel, Syrinx para solo de flauta, de Debussy, e O capriccio espagnol de Rimsky-Korsakov). Como os temas orientalistas na pintura do século XIX, o exotismo nas artes decorativas e na decoração de interiores estava associado a fantasias de opulência. 

## Conteúdo
O exotismo, por definição, é "o encanto do desconhecido". O erudito Alden Jones define o exotismo na arte e na literatura como a representação de uma cultura para consumo por outra. O importante "Ensaio sobre o exotismo", de Victor Segalen, revela o exotismo nascido da era do imperialismo, possuindo valor estético e ontológico, ao mesmo tempo que o utiliza para revelar uma "alteridade" cultural significativa. Um expoente importante desse arquetípico é o artista e escritor Paul Gauguin, cujas representações visuais de pessoas e paisagens taitianas tinham como alvo o público francês. Enquanto o exotismo está intimamente ligado ao orientalismo, não é um movimento necessariamente associado a um período de tempo ou cultura específicos. O exotismo pode assumir a forma de primitivismo, etnocentrismo ou humanismo. 

## Casos notáveis
Jean-Auguste-Dominique Ingres (1780 - 1867) foi um pintor neoclássico francês. A popularização da arte grega e romana antiga permitiu deixar para trás a ênfase academicista no naturalismo, e incorporou um novo idealismo não visto desde a Renascença. Com o avanço do classicismo, Ingres identificou um novo idealismo e exotismo em seu trabalho. O quadro A Grande Odalisca, terminado em 1814, foi criado para despertar a visão masculina.  A noção da figura exótica favorece a utilização da simetria e da linha de Ingres, permitindo que o olho se mova de forma coesa através da tela. Embora a intenção de Ingres fosse tornar a mulher bonita em seu trabalho, seu modelo era uma prostituta, o que provocou debates. 
A Olympia de Édouard Manet, terminada em 1863, foi baseada na Vênus de Urbino de Ticiano. Esta era uma peça popular sobre uma cortesã chamada Olympia, e foi extremamente controversa devido à visão tradicional da academia. Manet pintou muito diferente do estilo acadêmico aceito, delineando e achatando o espaço que criava uma distorção dos elementos clássicos.Na tela, embora a mão de Olympia sugira que ela não está pronta para se envolver com o cliente, ela encara o espectador de uma maneira conflituosa, pondo-o na posição de um homem que procura uma prostituta. O servo africano aponta para o racismo e a escravidão na França, e, porque era inédito mostrar alguém de cor participando da vida francesa, ele amplia a natureza exótica da obra. 